# چاد در المپیک تابستانی ۲۰۲۴
کاروان المپیکی چاد، یکی از کاروان‌های شرکت‌کننده در بازی‌های المپیک تابستانی ۲۰۲۴ بود. این دوره از بازی‌ها از ۲۶ ژوئیه تا ۱۱ اوت ۲۰۲۴ (۵ تا ۲۱ امرداد ۱۴۰۳ خورشیدی) به میزبانی پاریس، پایتخت فرانسه برگزار شد. این حضور، پانزدهمین تجربه کاروان چاد در المپیک بود. این کاروان پس از نخستین حضور در المپیک ۱۹۶۴، در همه‌ی ادوار المپیک به جز دو مورد شرکت کرده است؛ المپیک ۱۹۷۶ مونترال به عنوان بخشی از تحریم‌کنندگان کانگولیز و المپیک ۱۹۸۰ مسکو به عنوان بخشی از کشورهای تحریم‌کننده شوروی به رهبری ایالات متحده.
ورزشکاران این کاروان تاکنون موفق به کسب مدال نشده‌اند.

## شرکت‌کنندگان
فهرست زیر به ورزشکاران این کاروان اشاره دارد.
| ورزش              | مردان | زنان | مجموع |
| ----------------- | ----- | ---- | ----- |
| تیراندازی با کمان | ۱     | ۰    | ۱     |
| دو و میدانی       | ۱     | ۰    | ۱     |
| جودو              | ۰     | ۱    | ۱     |
| مجموع             | ۲     | ۱    | ۳     |